# Abietinella (Animalia)
Abietinella, monotipski rod obrubnjaka iz porodice Zygophylacidae. To je morska vrsta žarnjaka opisana prvi puta 1903. godine pod imenom Zygophylax operculata Jäderholm, 1903